# Christina Petersen (Fußballspielerin)
Christina Petersen (* 17. September 1974) ist eine ehemalige dänische Fußballspielerin.

## Karriere

### Vereine
Petersen begann für den in Vodskov, nahe Aalborg (Region Nordjylland), ansässigen Vodskov Idrætsforening mit dem Fußballspielen. Im Alter von 16 Jahren wurde sie von Fortuna Hjørring unter Vertrag genommen. Für den Verein kam sie stets in der höchsten Spielklasse (unter wechselnden Namen) zu Punktspielen. Von 1991 bis 1996 wurden diese im Kalenderjahr ausgetragen, danach in jahresübergreifenden Saisonen. Während ihrer Vereinszugehörigkeit gewann sie mit ihrer Mannschaft je fünfmal die Meisterschaft und den nationalen Vereinspokal.

### Nationalmannschaft
Petersen debütierte als Nationalspielerin für die DBU in der U17-Nationalmannschaft, beginnend am 26. Juni 1990 in Sölvesborg beim 9:1-Sieg über die U17-Nationalmannschaft Färöers, wobei ihr mit dem Treffer zum 9:0 sogleich ihr erstes Länderspieltor gelang. Es war das erste von vier Spielen im Turnier um die Nordische Meisterschaft in dieser Altersklasse, in der sie fünf weitere Tore erzielte. Nach dem 1:1-Unentschieden im Freundschaftsspiel gegen die U17-Nationalmannschaft Norwegens am 9. Juni 1991 in Ås in der gleichnamigen Kommune, bestritt sie abschließend vom 1. bis zum 6. Juli 1991 vier Spiele im Turnier um den Nordic-Cup.
Vom 16. Mai 1992 bis zum 5. August 1994 fand sie in 19 Länderspielen in der U21-Nationalmannschaft Berücksichtigung. In ihren fünf in Freundschaft ausgetragenen Länderspielen, traf sie bereits bei ihrer Premiere in Borås beim 2:2-Unentschieden gegen die U21-Nationalmannschaft Schwedens doppelt. Des Weiteren nahm die an den Turnieren um den Nordic-Cup in den Jahren 1992, 1993 und 1994 teil und kam in insgesamt zehn Spielen zum Einsatz, in denen sie zwei Tore erzielte. Mit dem 3:2-Sieg im Finale gegen die U21-Nationalmannschaft Norwegens wurde der Titel einzig 1992 gewonnen. Vier weitere Länderspiele bestritt sie in einem in Frankreich ausgetragenen Internationalen Turnier (4:0 vs. Ukraine, 0:0 vs. Deutschland, 1:0 vs. Norwegen (dort die 1:0-Siegtorschützin), 1:3 vs. USA).
Die meisten Länderspiele bestritt sie anschließend für die A-Nationalmannschaft mit 70 in einem Zeitraum von zehn Jahren. Ihr Debüt gab sie in ihrem einzigen Spiel um den Open Nordic Cup, als Alternative zur (seit 1982 nicht mehr ausgetragenen) Nordischen Meisterschaft, am 10. März 1992 bei der 1:3-Niederlage gegen die A-Nationalmannschaft Schwedens in Paralimni auf Zypern. Ihr erstes Länderspieltor erzielte sie in ihrem zweiten A-Länderspiel, dass am 15. August 1993 in Kaunas gegen die A-Nationalmannschaft Litauens ausgetragen wurde; es war das erste Spiel der EM-Qualifikationsgruppe 3 und wurde mit 11:0 gewonnen, zudem sie den Treffer zum 5:0 in der 54. Minute beigesteuert hatte. Bis zum Ende ihrer Länderspielkarriere bestritt sie zwölf weitere EM-Qualifikationsspiele (5 Tore) und infolgedessen auch fünf EM-Endrundenspiele (3. Spiel Gruppe B 1997, 3 in der Gruppe B 2001 und das Halbfinale; dass zugleich ihr 70. A-Länderspiel war).
Des Weiteren bestritt sie fünf WM-Qualifikationsspiele (1997 = 2 Spiele/1 Tor, 1998 = 3/1) und nahm – ohne Qualifikationsspiele – 1995 (2. und 3. Spiel Gruppe C) und 1999 (3 Spiele Gruppe A) an den jeweiligen WM-Endrunden teil. Sie kam ferner in drei Spielen der Gruppe E bei ihrer Teilnahme am olympischen Fußballturnier 1996 zum Einsatz, wie auch in jeweils zwei Spielen am 26. und 29. Mai 1996 in Tokio und Fukuoka (1:1 und 4:3 vs. Japan) und am 25. und 27. Juli 1998 bei den Goodwill Games in Hempstead im Stadion der Hofstra University auf Long Island (0:5 vs. USA, 1:1 vs. Norwegen). Zwölf in Freundschaft ausgetragene Länderspiele und insgesamt 22 Spiele bei ihren sieben Teilnahmen an den Turnieren um den Algarve-Cup (1994 – 1999 und 2001), in denen ihr zwei Tore gelangen, schließen ihre Länderspielkarriere ab.

## Erfolge
Nationalmannschaft
- Algarve-Cup-Finalistin: 1995, 1998, 2001
- U21-Nordic-Cup-Siegerin 1992
- U17-Nordic-Cup-Finalistin 1991

Fortuna Hjørring
- Dänische Meisterin 1994, 1995, 1996, 1999, 2002
- Dänische Pokal-Siegerin1995, 1996, 2000, 2001, 2002